# Ultraviolet/The Ballad of Paul K
«Ultraviolet»/«The Ballad of Paul K» —en español: «Ultravioleta»/«La balada de Paul K»— es el cuarto y último sencillo editado para el álbum Wonderland, de la banda británica McFly. Fue publicado el 12 de diciembre de 2005 por la discográfica Island Records como segundo doble a-side de la banda, después de «All About You/You've Got a Friend». Alcanzó el puesto n.º 9 en las listas británicas y el nº25 en las listas irlandesas. 
Una de las ediciones del Sencillo en CD contiene como "cara B" una versión de «I Predict a Riot», una canción de Kaiser Chiefs.

## Descripción
«Ultraviolet», inicialmente llamada «Summer Girls» debido a la letra del estribillo (these summer girls are really something else), fue compuesta por Tom Fletcher y Danny Jones.
 «The Ballad of Paul K», escrita mayormente por Dougie Poynter, trata sobre un hombre de mediana edad que se acerca al final de su vida. El título proviene de un chico que Dougie conoció en el colegio, pero también hace referencia al personaje Josef K de la obra El Proceso del escritor Kafka.

## Vídeo musical
- El videoclip de «Ultraviolet» es un montaje de escenas filmadas durante la actuación  de la banda en MEN Arena en Mánchester dentro de su Wonderland Tour.
- El vídeo de «The Ballad of Paul K» contiene una combinación de imágenes reales mezcladas con animaciones inspiradas en películas de Tim Burton como Pesadilla antes de Navidad o La Novia Cadáver.

## Lista de canciones
| CD Single (Island MCSTD40442) |                                              |          |  |
| N.º                           | Título                                       | Duración |  |
| 1.                            | «The Ballad of Paul K» (versión de orquesta) | 3:18     |  |
| 2.                            | «Ultraviolet»                                | 4:31     |  |

| Maxi Single (Island MCSXD40442) |                                                |          |  |
| N.º                             | Título                                         | Duración |  |
| 1.                              | «The Ballad of Paul K»                         | 3:17     |  |
| 2.                              | «Ultraviolet»                                  | 3:56     |  |
| 3.                              | «I Predict a Riot» (en directo en BBC Radio 1) | 3:09     |  |
| 4.                              | «Ultraviolet» (videoclip)                      | 3:51     |  |

| DVD Single (Island MCSVD40442) |                                                           |          |  |
| N.º                            | Título                                                    | Duración |  |
| 1.                             | «Ultraviolet» (audio)                                     | 3:56     |  |
| 2.                             | «The Ballad Of Paul K»                                    | 3:20     |  |
| 3.                             | «The Ballad Of Paul K» (en directo en el Wonderland Tour) | 3:28     |  |
| 4.                             | «Home Movie Footage»                                      |          |  |

| EP Digital |                                                |          |  |
| N.º        | Título                                         | Duración |  |
| 1.         | «The Ballad of Paul K» (versión de orquesta)   | 3:18     |  |
| 2.         | «Ultraviolet»                                  | 4:00     |  |
| 3.         | «I Predict a Riot» (grabado en la BBC Radio 1) | 3:09     |  |

## Posicionamiento en las listas de ventas
| Lista de ventas           | Posición más alta |
| ------------------------- | ----------------- |
| UK Singles Chart          | 9                 |
| Irish Singles Chart       | 25                |
| UK Chart of the Year 2005 | 247               |